# Стамат Димов
Стамат Димов Чаглаински е български революционер, войвода на Вътрешната македоно-одринска революционна организация.

## Биография
Стамат Димов е роден в 1872 или в 1877 година в лозенградкото село Чаглаик, тогава в Османската империя. Занимава се с търговия. Влиза във ВМОРО. През 1903 година е избран за войвода на смъртната дружина в Чаглаик и през Илинденско-Преображенското въстание участва в нападението на турския гарнизон в село Дерекьой. По-късно се заселва в Бургас.
При избухването на Балканската война в 1912 година е доброволец в Македоно-одринското опълчение и служи в 1 рота на Лозенградската партизанска дружина на Димитър Аянов. Носител е на бронзов медал „За заслуга“.